# Listă de mecoptere din România
Listă de mecoptere (muște-scorpion) din România.

## FamiliaBittacidae
- Bittacus italicus (Müller, 1766)

## FamiliaBoreidae
- Boreus hyemalis (Linnaeus, 1767)
- Boreus lokayiE (Klapálek, 1901)

## FamiliaPanorpidae
- Panorpa alpina Ramb.
- Panorpa antiporumE (Nagler, 1968)
- Panorpa communis (Linnaeus, 1758)
- Panorpa germanica L.
- Panorpa hybrida (MacLachlan, 1882 (= Panorpa romanica Bechet, 1955)
- Panorpa meridionalis (Rambur, 1842)
- Panorpa pseudoalpinaE (Nagler, 1970)
- Panorpa susteriE (Nagler, 1970)